# Somlószőlős
Somlószőlős is een plaats (község) en gemeente in het Hongaarse comitaat Veszprém. Somlószőlős telt 711 inwoners (2001).